# Correa electrodinámica

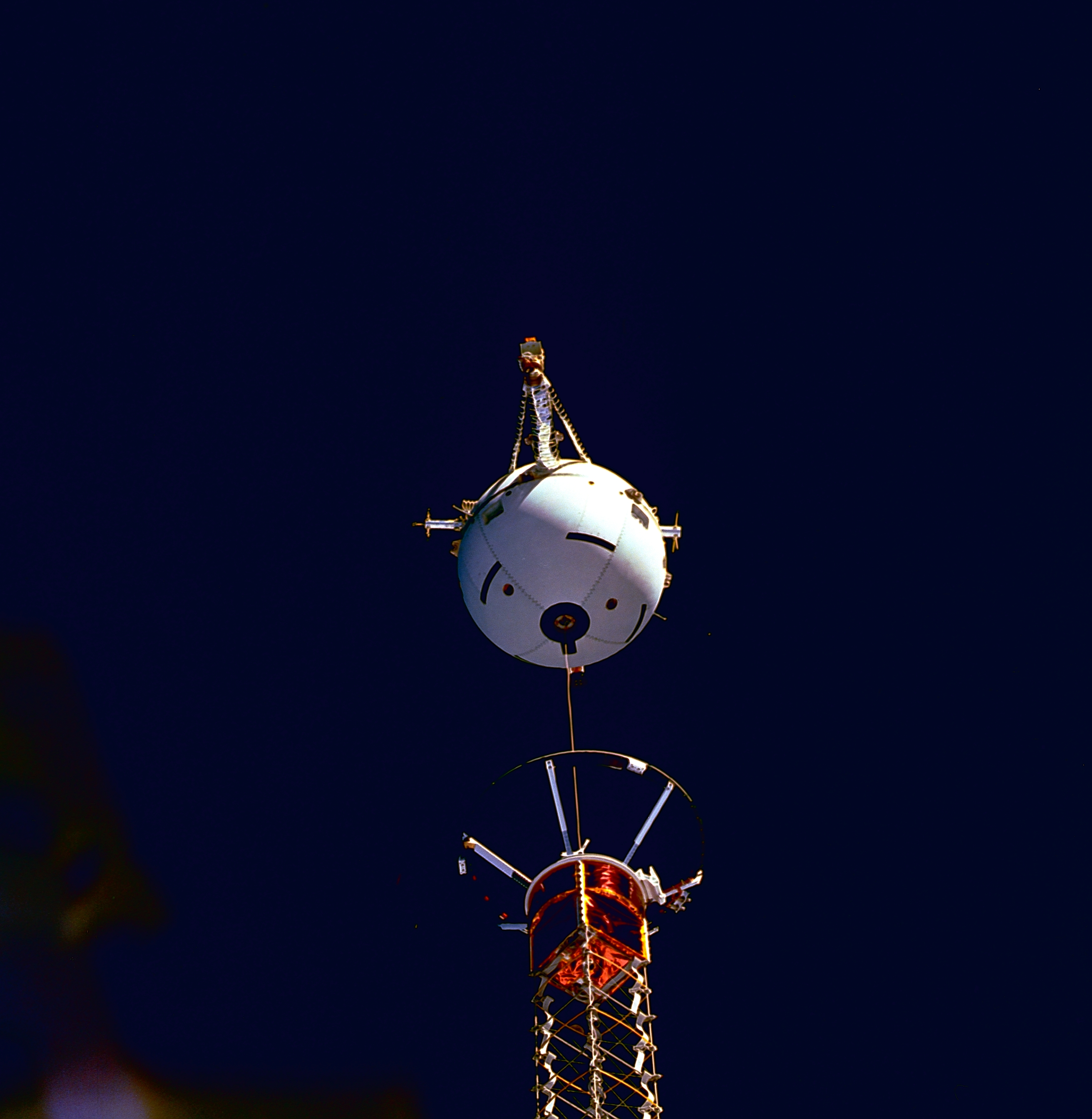
Vista de plano medio, capturada con una cámara de 70mm, muestra el despliegue de un sistema de satélite atado o amarrado.

Las correas electrodinámicas son largos cables conductores, como los que se despliegan desde satélites atados o amarrados, que pueden operar sobre principios electromagnéticos como generadores, mediante la conversión de su energía cinética en energía eléctrica, o como motores, convirtiendo energía eléctrica en energía cinética. El potencial eléctrico es generado a través de una correa de conducción por su movimiento a través del campo magnético de la Tierra. La elección del metal conductor para ser utilizado en una correa electrodinámica viene determinada por una variedad de factores. Los principales factores incluyen generalmente una alta conductividad eléctrica, y baja densidad. Los factores secundarios, dependiendo de la aplicación, incluyen el coste, la resistencia a la tracción, y el punto de fusión. 

## Propulsión
Como parte de un sistema de propulsión mediante atadura o amarre espacial, las naves pueden usar largos y fuertes conductores (aunque no todas las correas son conductoras) para cambiar las órbitas de la nave espacial. Esto implica la posibilidad de hacer los viajes espaciales significativamente más baratos. Es una forma simplificada, de vela magnética de muy bajo presupuesto. Se puede utilizar tanto para acelerar como para frenar una nave que esté orbitando. Cuando la corriente continua es bombeada a través de la correa, ejerce una fuerza contra el campo magnético, y la correa acelera la nave espacial. 

## Las correas como generadores
Una correa electrodinámica se conecta a un objeto, la correa se orienta en un ángulo con la vertical local entre el objeto y un planeta con un campo magnético. Cuando la correa corta el campo magnético del planeta, genera una corriente, y con ello convierte parte de la energía cinética del cuerpo orbitador en energía eléctrica. Como resultado de este proceso, una fuerza electrodinámica actúa en la correa y el objeto conectado, y dependiendo de la dirección de rotación del objeto aumentará o disminuirá su órbita (orbitando en dirección oeste el satélite perderá altura y, al contrario, si orbita en dirección Este). El extremo lejano de la correa puede ser dejado al descubierto, haciendo contacto eléctrico con la ionosfera. Funcionalmente, los electrones fluyen del plasma del espacio a la correa conductora, pasan a través de una carga resistiva en una unidad de control y se emiten en el plasma del espacio por un emisor de electrones como electrones libres. En principio, los generadores de energía de correa de alta potencia compactos son posibles y, con hardware básico, parece alcanzable de 10 a 25 kW. 

### Tensión y corriente
La NASA ha llevado a cabo varios experimentos con Motor Generador de Plasma (PMG) con correas en el espacio. Un primer experimento utilizó una correa conductora de 500 m. En 1996, la NASA realizó un experimento con una correa conductora de 20 000 m. Cuando la correa estaba totalmente desplegada durante esta prueba, generó un potencial de 3500 V. Esta correa conductora de una sola línea se rompió después de cinco horas de despliegue. Se cree que el fallo fue causado por un arco eléctrico generado por el movimiento de la correa conductora a través del campo magnético de la Tierra. 
Cuando una correa se mueve a una velocidad (v) en ángulo recto con el campo magnético de la Tierra (B), se observa un campo eléctrico en el marco de referencia de la correa. Esto puede expresarse como: 
E = v * B = v B
La dirección del campo eléctrico (E) es perpendicular tanto a la velocidad de la correa (v) como al campo magnético (B). Si la correa es un conductor, entonces el campo eléctrico conduce al desplazamiento de cargas a lo largo de la correa. Tenga en cuenta que la velocidad utilizada en esta ecuación es la velocidad orbital de la correa. La tasa de rotación de la Tierra, o de su núcleo, no es relevante. A este respecto, véase también generador homopolar.

### Voltaje a través de un conductor
Con un largo hilo conductor de longitud  L, se genera un campo eléctrico E en el alambre. Se produce una tensión V entre los extremos del alambre. Esto se puede expresar como: 
{\displaystyle V=\mathbf {E} \cdot \mathbf {L} =EL\cos \tau =vBL\cos \tau }
donde τ es el ángulo entre el vector longitud (L) de la cuerda y el vector campo eléctrico (E), supuesto que está en dirección vertical y perpendicular al vector velocidad (v) en el plano y el vector campo magnético (B) está fuera del plano.

### Corriente en un conductor
Una correa electrodinámica puede ser descrita como un tipo de sistema termodinámico abierto. Los circuitos de correa electrodinámica no se pueden completar simplemente usando otro cable, ya que otra correa desarrollará una tensión similar. Afortunadamente, la magnetósfera de la Tierra no está "vacía", y, en regiones cercanas a la Tierra (especialmente cerca de la atmósfera de la Tierra), existen un plasma altamente conductor de la electricidad, que se mantiene parcialmente  ionizados por la radiación solar u otra energía radiante. La densidad de iones y electrones varía en función de diversos factores, tales como la ubicación, altitud, estación del año, el ciclo de manchas solares, y los niveles de contaminación. Se sabe que un conductor desnudo cargado positivamente puede eliminar fácilmente electrones libres del plasma. Por lo tanto, para completar el circuito eléctrico, se necesita en el extremo superior de la correa positivamente cargada una superficie suficientemente grande de conductor no aislado, permitiendo así que la corriente fluya a través de la correa.
Sin embargo, es más difícil para el extremo opuesto de la correa (negativo) expulsar electrones libres o recoger iones positivos del plasma. Es posible que, mediante el uso de un área de colección muy grande en un extremo de la correa, se puedan recoger bastantes iones como para permitir un flujo de corriente significativo a través del plasma. Esto quedó demostrado durante la misión TSS-1R de la nave Shuttle, cuando el propio transbordador fue utilizado como un contactor de plasma de grandes dimensiones para suministrar alrededor de un amperio de corriente. Métodos mejorados incluyen la creación de un emisor de electrones, tales como un cátodo termoiónico,  cátodo de plasma, contactor de plasma, o dispositivo de emisión de electrones de campo. Dado que ambos extremos de la correa están "abiertos" al plasma circundante, los electrones pueden fluir hacia afuera desde un extremo de la correa, mientras que el correspondiente flujo de electrones entra por el otro extremo. De esta manera, el voltaje que se induce electromagnéticamente en la correa puede provocar que la corriente fluya a través del medioambiente espacial que lo rodea, completando un circuito eléctrico a través de lo que parece ser, a primera vista, un circuito abierto. 

### Flujo de corriente de correa
La cantidad de corriente (I) que fluye a través de una correa depende de varios factores. Uno de ellos es la resistencia total del circuito (R). La resistencia del circuito consta de tres componentes:
1. la resistencia efectiva del plasma,
2. la resistencia de la correa, y
3. un control variable de resistencia.

Además, se necesita una carga parasitaria. La carga de la corriente puede adoptar la forma de un dispositivo de carga que, a su vez, carga fuentes de energía de reserva, tales como las baterías. Las baterías en cambio se utilizarán para el control de la energía y para los circuitos de comunicación, así como conducir los dispositivos emisores de electrones en el extremo negativo de la correa. Como tal, la correa puede ser completamente autoalimentada, suministrando además de la carga inicial en las baterías la energía eléctrica necesaria para el despliegue y el procedimiento de inicio. 
La carga de la batería de carga puede ser vista como una resistencia que absorbe la energía, pero almacena esta para su uso posterior (en vez de inmediatamente disipando el calor). Esto se incluye como parte de la “resistencia de control". La carga de la batería de carga no es tratada como una “resistencia base”, aunque, como el circuito de carga se puede desactivar en cualquier momento, cuando está apagado, las operaciones se puede continuar sin interrupción, utilizando la energía almacenada en las baterías.

## Retos
Una de las complicaciones de estas técnicas es que si la correa se rompe, la dirección de la corriente se invierte (como es el caso de la corriente alterna de los alternadores).
Otras incluyen la inestabilidad del movimiento pendular y los picos de energía eléctrica. 

### Inestabilidad del movimiento pendular
Las correas electrodinámicas desplegadas a lo largo de la vertical local ( 'correas colgando') sufren inestabilidad dinámica. El movimiento pendular hace que la amplitud de vibración de la correa aumente  bajo la acción de la interacción electromagnética. A medida que aumenta el tiempo de misión, este comportamiento puede comprometer el rendimiento del sistema. En unas pocas semanas, las correas electrodinámicas en órbita de la Tierra pueden acumular también las vibraciones en muchos modos, ya que su órbita interactúa con las irregularidades en los campos magnéticos y gravitacionales. 
Un plan para controlar las vibraciones consiste en variar activamente la corriente de la correa para contrarrestar el crecimiento de las vibraciones. Las correas electrodinámicas pueden estabilizarse mediante la reducción de su corriente cuando se alimentan las oscilaciones, y aumentándola cuando se opone a las oscilaciones. Las simulaciones han demostrado que esto puede controlar la vibración del amarre. Este enfoque requiere de sensores para medir las vibraciones de la correa, que puede ser un sistema de navegación inercial en un extremo de la correa, o sistemas de navegación por satélite montados en la correa, que transmitan sus posiciones a un receptor en el extremo. 
Otro método propuesto es utilizar correas electrodinámicas hiladas en lugar de correas colgantes. El efecto giroscópico proporciona una estabilización pasiva, para evitar la inestabilidad. 

### Picos de energía
Como ya se mencionó anteriormente, las correas conductoras han fallado por picos de corriente inesperados. Inesperadas descargas electrostáticas han cortado las correas (por ejemplo, véase Tethered Satellite System Reflight (TSS-1R) en la misión STS-75), resultando la electrónica dañada y la maquinaria de manejo de la correa fundida. Puede ser que el campo magnético de la Tierra no sea tan homogéneo como algunos ingenieros han creído.